# Ramparts
Ramparts fue una revista política y literaria estadounidense ilustrada, publicada de 1962 a 1975 y estrechamente asociada con el movimiento político Nueva Izquierda. A diferencia de la mayoría de las revistas radicales de la época, Ramparts tenía una producción costosa y era gráficamente sofisticada.

## Establecimiento
Ramparts fue fundada en junio de 1962 por Edward Michael Keating en Menlo Park, California, como un «escaparate para el escritor creativo y un foro para el católico estadounidense maduro». La revista declaró su intención de publicar «ficción, poesía, arte, crítica y ensayos destacados, que reflejen los principios positivos de la tradición helénico-cristiana que han dado forma y sostenido nuestra civilización durante los últimos dos mil años, y que aún son necesarios para guiarnos en una época cada vez más secular, desconcertada y temerosa».
La ubicación de la fundación fue un espacio de oficinas en 1182 Chestnut Street, Menlo Park, California. Edward Keating y su esposa Helen (de soltera English) financiaron personalmente la revista. La primera revista incluía artículos de Thomas Merton y John Howard Griffin, pero un observador comparó su diseño con «la publicación anual de poesía de una escuela de niñas del Medio Oeste».
Bajo la dirección del editor Warren Hinckle, la revista mejoró su apariencia, se convirtió en una revista de noticias mensual y se mudó a San Francisco. Una vez ocupó el histórico edificio Colombo. Robert Scheer se convirtió en editor jefe, y Dugald Stermer fue contratado como director de arte.

## Actividades
Ramparts fue uno de los primeros oponentes de la guerra de Vietnam. Su artículo de portada de abril de 1966 se refería al Grupo de la Universidad Estatal de Míchigan, un programa de asistencia técnica en Vietnam del Sur que, según Ramparts, era una fachada para las operaciones encubiertas de la CIA. Por esa historia, Ramparts ganó el premio George Polk por reportajes de revistas. En agosto de 1966, el editor en jefe James F. Colaianni escribió el primer artículo nacional denunciando el uso estadounidense de napalm en ese conflicto. The Children of Vietnam («Los niños de Vietnam»), un ensayo fotográfico de enero de 1967 de William F. Pepper, describió algunas de las heridas infligidas a los niños vietnamitas por los ataques estadounidenses. Ese artículo llevó al Dr. Martin Luther King a oponerse públicamente a la guerra por primera vez, y ofreció a Ramparts los derechos exclusivos para publicar el texto de su discurso.
En marzo de 1967, Ramparts reveló vínculos entre la CIA y la Asociación Nacional de Estudiantes (NSA), lo que generó preocupaciones sobre la participación de la CIA en asuntos internos. La CIA conocía las revelaciones de antemano e hizo todo lo posible para limitar el alcance del escándalo. Sin embargo, las pistas financieras llevaron a más artículos en la prensa, que revelaron vínculos de la CIA con grupos como Radio Free Europe/Radio Liberty y la Fundación Asia. En opinión del historiador John Prados, el escándalo resultante «marcó un cambio radical para la agencia».
Una de las portadas más controvertidas de la revista mostraba las manos de cuatro de sus editores sosteniendo tarjetas de reclutamiento ardiendo, con sus nombres claramente visibles. Ramparts también cubrió teorías de conspiración sobre el asesinato de Kennedy. La revista publicó los diarios del Che Guevara, con una introducción de Fidel Castro, y los diarios de prisión de Eldridge Cleaver, reeditados posteriormente como Soul on Ice. Al salir de prisión, Cleaver se convirtió en redactor del personal de Ramparts.
El tamaño y la influencia de la revista crecieron dramáticamente a lo largo de estos años. Pasando a la producción mensual, las suscripciones combinadas y las ventas en los quioscos aumentaron de poco menos de 100 000 a finales de 1966 a casi 250 000 en 1968, una cifra más del doble que la del semanario liberal The Nation.
A partir de 1966, las autoridades estadounidenses comenzaron a investigar la financiación de la revista, sospechando conexiones financieras soviéticas. El director de la CIA, William Raborn, pidió un informe y se reunieron archivos sobre muchos de los editores y escritores. Según un libro publicado en 2008, era la primera vez que la CIA atacaba una publicación estadounidense, en violación de la National Security Act de 1947. La CIA no logró encontrar vínculos comunistas.
La revista también publicó artículos escritos por Anthony Russo, uno de los hombres involucrados en la filtración de los Pentagon Papers, sobre la organización RAND.

## Declive
A pesar de sus impresionantes cifras de circulación, los altos costos de producción y promoción hicieron que Ramparts operara con grandes pérdidas financieras durante los últimos años de la década de 1960, con un déficit operativo que superó los 500 000 dólares al año tanto en 1967 como en 1968. Siguió la quiebra y el cese temporal de la producción. El cambio temporal de la revista a un formato quincenal y un costoso viaje para cubrir la Convención Nacional Demócrata de 1968 provocaron inestabilidad financiera, al igual que una caída en las suscripciones. Con un presupuesto reducido y menos personal, Ramparts continuó publicando.
En 1970, Susan Lydon, colaboradora de Ramparts, escribió The Politics of Orgasm («La política del orgasmo»). El consejo editorial masculino primero se rio del artículo propuesto por Lydon, pero ella persistió. Tras su publicación, el artículo provocó una discusión generalizada sobre el orgasmo falso y luego se incorporó a la literatura académica sobre la sexualidad de las mujeres. El editor de Ramparts, Robert Scheer, reconoció The Politics of Orgasm como «uno de nuestros grandes artículos».
En junio de 1972, la revista imprimió los esquemas de cableado necesarios para crear una mutebox (una variante de la bluebox). Todos los números vendidos fueron retirados del mercado o incautados de los quioscos por la policía y funcionarios de Pacific Bell, lo que provocó pérdidas financieras a la revista. La revista dejó de funcionar definitivamente en 1975.

## Legado
Varios exempleados fundaron sus propias revistas. Jann Wenner y Ralph J. Gleason fundaron Rolling Stone en 1967. Adam Hochschild, Richard Parker y Paul Jacobs crearon Mother Jones en 1976. En Scanlan's Monthly, el editor Warren Hinckle unió a Hunter S. Thompson y al ilustrador Ralph Steadman para lo que se considera ampliamente como el primer ejemplo de periodismo gonzo. Más tarde, Robert Scheer se convirtió en columnista destacado de Los Angeles Times, editó el sitio web Truthdig y apareció en el programa de NPR Left, Right and Center. Otro editor de Ramparts, James Ridgeway, era corresponsal principal en la oficina de Mother Jones en Washington D. C..
James F. Colaianni representó más tarde la perspectiva católica radical con los libros Married Priests & Married Nuns y The Catholic Left. Tres editores, David Horowitz, Sol Stern y Peter Collier, denunciaron más tarde a la izquierda y se convirtieron en críticos del progresismo liberal. Durante un breve tiempo, el corresponsal de la revista en Washington fue Brit Hume, que ahora trabaja para Fox News. El excorresponsal Eldridge Cleaver continuaría defendiendo el nacionalismo negro hasta su regreso a Estados Unidos desde el exilio; a partir de entonces, Cleaver se identificó como un republicano conservador y mormón. Sandra Levinson se convirtió en cofundadora y directora ejecutiva del Centro de Estudios Cubanos, y en fundadora y curadora de la galería Cuban Art Space.

## En la cultura popular
- La revista se menciona en la película de 1999 The Insider. En la película, Al Pacino interpretó a Lowell Bergman, un experiodista radical de la revista Rampart que luego comenzó a trabajar para la CBS.[31]